# Testa di Leone
La Testa di Leone (Leeukop in afrikaans, Lion's Head in inglese) è un monte di Città del Capo in Sudafrica, situato tra la montagna della Tavola e la Signal Hill.

## Galleria d'immagini

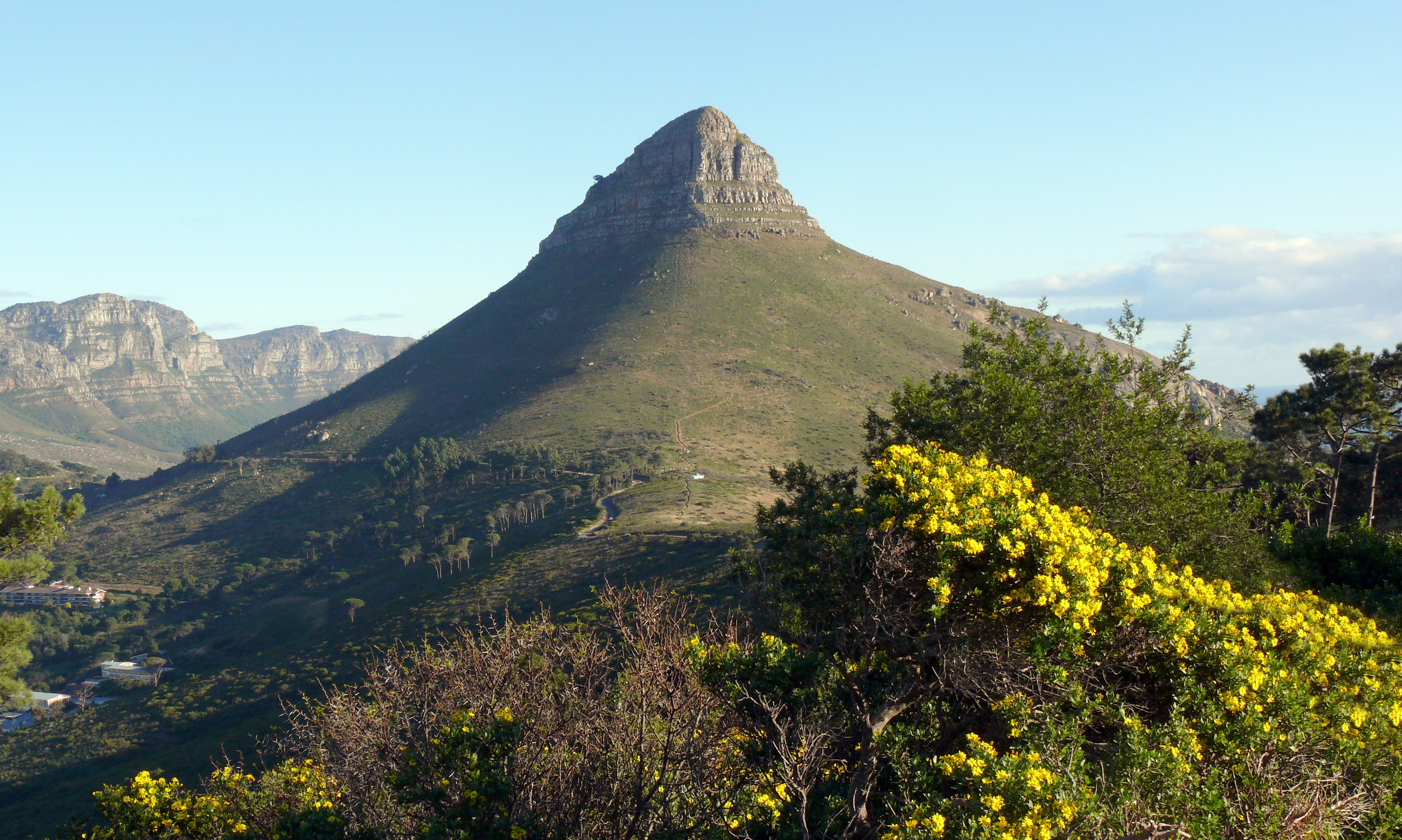
La Testa di Leone vista dalla Signal Hill
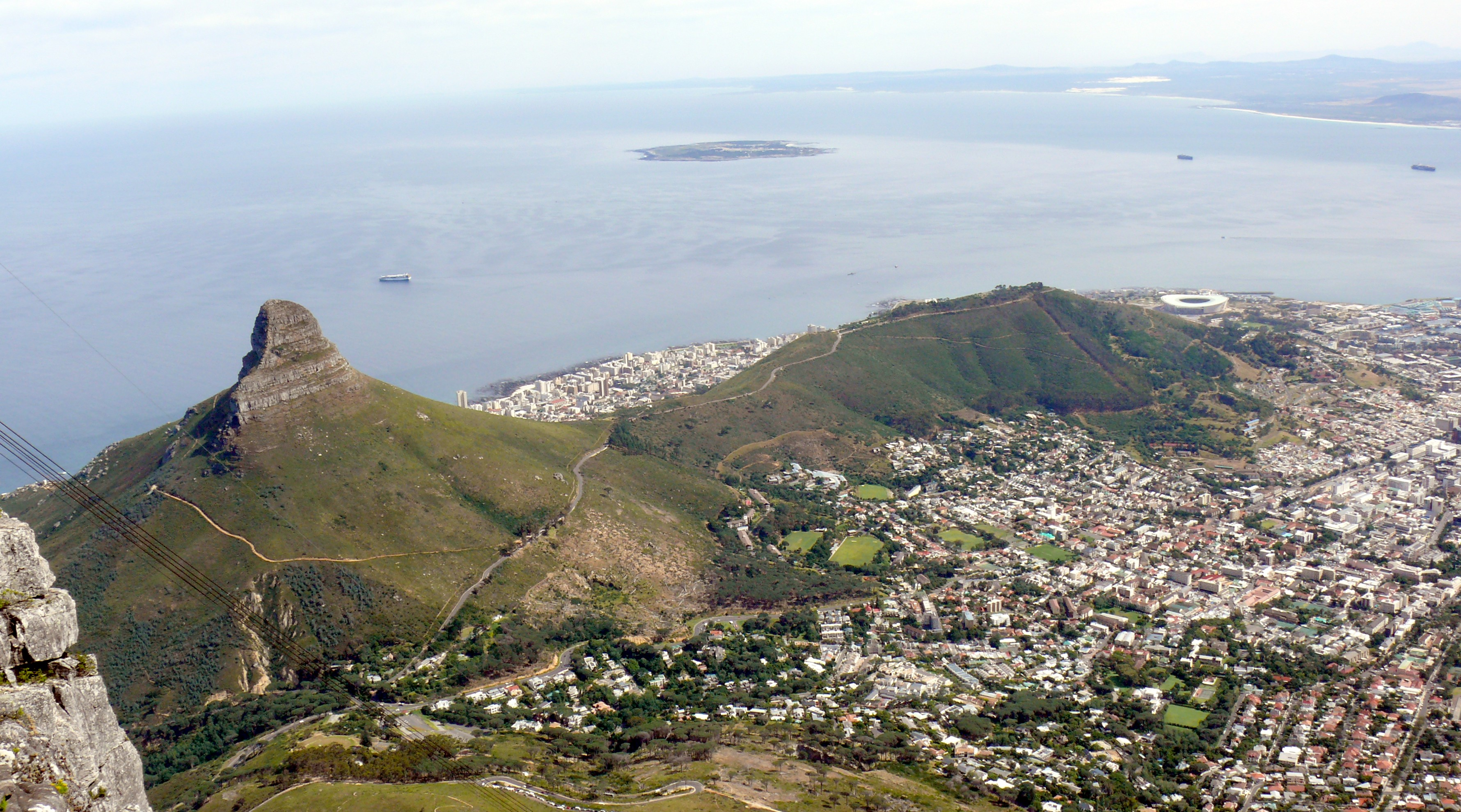
La Testa di Leone e la Signal Hill visti dalla cima della montagna della Tavola, con Robben Island in lontananza